# Аборты в Японии
Або́рт в Япо́нии разрешён на сроке до 22 недель из-за угрозы здоровью беременной женщины, финансовых трудностей или изнасилования. Глава XXIX Уголовного кодекса Японии объявляет аборты де-юре незаконными в стране, но исключения из закона достаточно широки, поэтому аборты широко распространены. Исключения из запрета на аборт регулируются Законом об охране здоровья матери, который позволяет уполномоченным врачам делать аборты женщинам, если беременность наступила в результате изнасилования или если продолжение беременности угрожает здоровью матери по физическим или экономическим причинам. Любой, кто попытается сделать аборт без согласия женщины, будет привлечён к ответственности, в том числе и врачи. Если женщина замужем, согласие её супруга также необходимо для одобрения аборта по социально-экономическим причинам, хотя правило не применяется, если она состоит в распавшемся браке, страдает от жестокого обращения или других бытовых проблем. Несмотря на то, что согласие партнёра не требуется для незамужних женщин и женщин, забеременевших от жестокого партнёра или в результате изнасилования, многие врачи и медицинские учреждения требуют подписи мужчины, который предположительно является отцом ребёнка, опасаясь юридических проблем.
В Японии не одобрено ни одно абортивное средство. Однако уполномоченные врачи могут использовать импортные абортивные средства в соответствии с тем же Законом об охране здоровья матери. Любой другой человек, который абортирует плод с помощью абортивных средств, будет наказан.

## История

Число абортов на 100 рождений в Японии в 1948-2014 годах

В 1842 году сёгунат в Японии запретил искусственные аборты в Эдо, но закон не распространялся на остальную часть страны до 1869 года, когда аборты были запрещены по всей стране. Однако преступление редко наказывалось, если только зачатие не было результатом прелюбодеяния или если женщина умерла в результате процедуры аборта.
По словам учёного Тианы Норгрен, политика абортов при правительстве Мэйдзи была аналогична политике периода Эдо и подпитывалась верой в то, что большое население обеспечит большее военное и политическое влияние на международной арене. В 1868 году император запретил акушеркам делать аборты, а в 1880 году первый в Японии уголовный кодекс объявил аборт преступлением. Наказания за аборт стали более суровыми в 1907 году, когда в Уголовный кодекс были внесены изменения: женщины могли быть заключены в тюрьму на срок до года за аборт; врачи, практикующие аборт, могли быть заключены в тюрьму на срок до семи лет. Закон об уголовном наказании за аборт 1907 года технически действует и сегодня, но другие законы отменили его действие.
В 1923 году врачам было предоставлено законное разрешение на проведение экстренных абортов для спасения жизни матери; аборты, сделанные при других, менее опасных для жизни обстоятельствах, по-прежнему преследовались. В 1931 году Абэ Исоо сформировал Альянс за реформу закона против абортов (Датай Хо Кайсей Кисейкай), который утверждал, что «женщина имеет право не рожать ребенка, которого она не хочет, и аборт является осуществлением этого права». В этой организации полагали, что аборты следует узаконить в обстоятельствах, когда высока вероятность генетического заболевания; в случаях, когда женщина бедна, на государственной помощи или разведена; при угрозе здоровью женщины; и для женщин, беременность которых наступила в результате изнасилования. В 1934 году Пятый Всеяпонский избирательный конгресс женщин принял резолюции, призывающие к легализации абортов, а также контрацепции. В то время это не вызвало немедленной реакции со стороны правительства, но после войны эти резолюции учитывались при разработке закона о легализации абортов.
В 1940 году Национальный евгенический закон не стал прямо объявлять аборт законным, описав набор процедур, которым должен следовать врач, чтобы сделать аборт; эти процедуры включали получение второго мнения и представление отчётов, хотя их можно было игнорировать в случае крайней необходимости. Это был пугающий и сложный процесс, с которым многие врачи не хотели иметь дело, и некоторые источники приписывают этому законодательству снижение количества абортов в период с 1941 по 1944 год с 18 000 до 1800.
После Второй мировой войны Япония оказалась в демографическом кризисе. В 1946 году 10 млн человек были на грани голодной смерти, а с 1945 по 1950 год население увеличилось на 11 млн человек. В 1948 году, после дела Миюки Исикавы, Япония легализовала аборты при особых обстоятельствах. Закон о евгенической защите 1948 года сделал Японию одной из первых стран, легализовавших искусственные аборты. В 1949 году была принята поправка, предусматривающая аборт в случае крайнего физического или экономического бедствия матери. В 1952 году было добавлено ещё одно положение, устанавливающее экономический порог плохих условий жизни, при котором можно было сделать аборт. Всё законодательство об абортах было пересмотрено, когда в 1996 году был принят Закон об охране здоровья матери.

## Статистика
В целом, в 2019 году общее количество официально зарегистрированных абортов составило 156 430, что на 56 % меньше, чем в 2000 году. Общий коэффициент абортов изменился с 22,3 до 15,3 абортов на 1000 женщин в возрасте 15-39 лет. В 1980 году было сделано 598 084 аборта, а в 1960 — 1 063 256 абортов. В 2019 году было зарегистрировано 49 абортов среди девочек в возрасте 13 лет и младше и ещё 3904 аборта среди девочек в возрасте 14-17 лет. Женщинами в возрасте 20-24 лет было сделано 39 805 абортов.
В 2020 году, по данным Минздрава, было сделано 145 340 абортов, что на 7,3 % меньше, чем в предыдущем году.
По данным исследователей, более чем в 99 процентах случаев причиной аборта была охрана здоровья женщины; этот процент оставался постоянным в течение 1975—1995 годов. Те же исследователи также предполагают, что, хотя официальные данные могут быть ниже, чем истинный уровень абортов из-за занижения данных врачами с целью снижения налоговых платежей и защиты личности пациентов, тенденции могут быть «достаточно точными».

## Контрацепция
Оральные контрацептивы были легализованы в 1999 году. Таблетки экстренной контрацепции были одобрены Министерством здравоохранения, труда и социального обеспечения Японии в 2011 году.